# 卡斯泰尔萨拉桑
卡斯泰尔萨拉桑（法語：Castelsarrasin，法語發音：[kastɛlsaʁazɛ̃] ⓘ；奧克語：、或），法国西南部城市，奧克西塔尼大區塔恩-加龙省的一个市镇，也是该省的一个副省会，下辖卡斯泰尔萨拉桑区，其市镇面积为76.77平方公里，2022年1月1日时人口数量为14,335人，在塔恩-加龙省排名第二，仅次于省会蒙托邦，在所有法国城市中排名第701位。
卡斯泰尔萨拉桑位于塔恩-加龙省西部，是该省唯一的副省会，历史上长期为朗格多克和阿基坦交界地区的边境村落，现代则因当地的造币厂而闻名，波尔多－塞特铁路由此通过。

## 地名

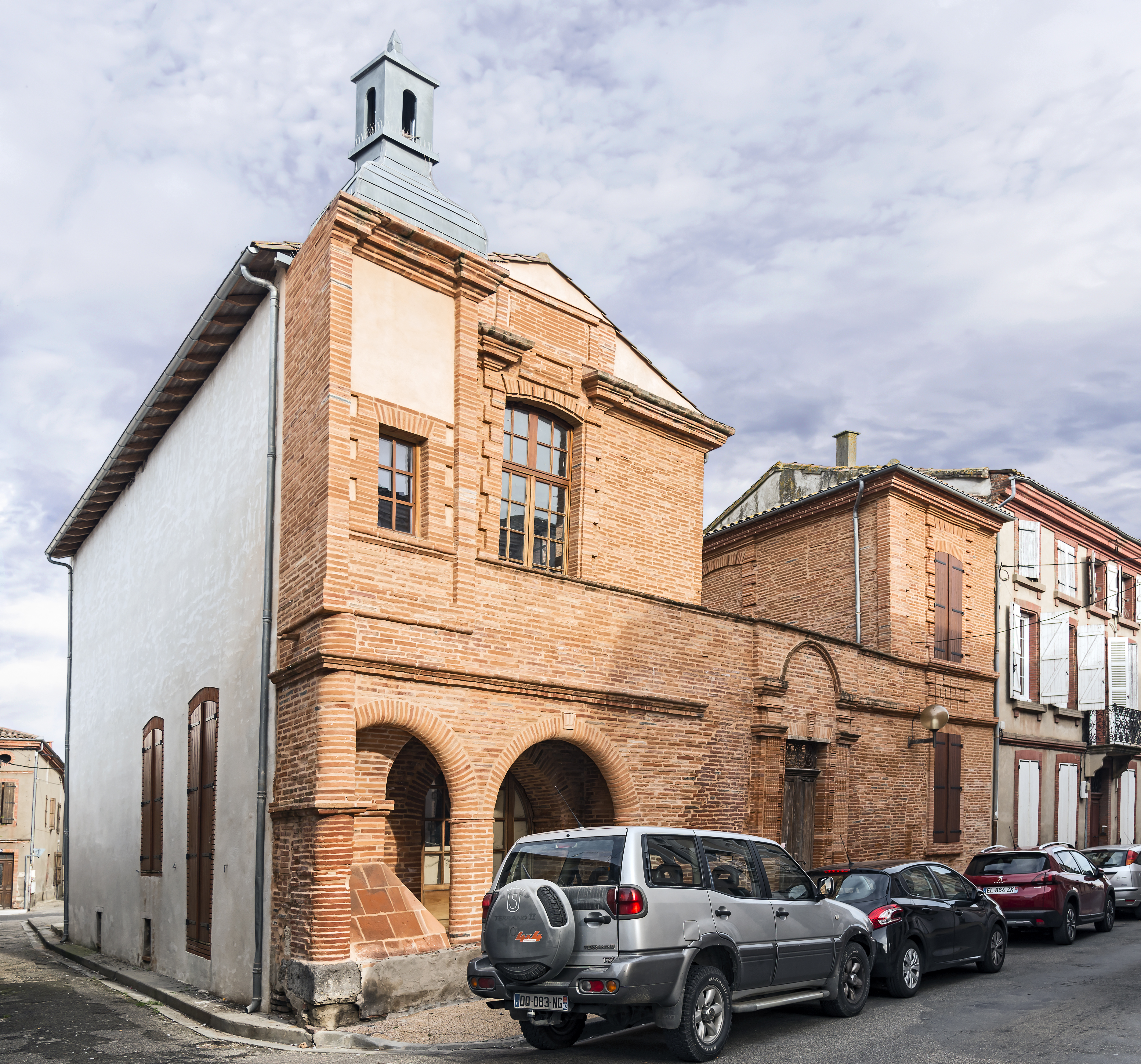
卡斯泰尔萨拉桑的一处历史建筑

“卡斯泰尔萨拉桑”一名包含两部分，其中意为“城堡”，而来源于，意为“撒拉森人”。这一名称最初在公元9世纪时被提及。
的发音为[kastɛlsaʁazɛ̃]，按照现代法汉音译表应译作“卡斯泰尔萨拉桑”，《世界地名翻译大辞典》和《世界地名译名词典》中却将其译作“卡斯特尔萨拉桑”。

## 历史
卡斯泰尔萨拉桑历史上长期为朗格多克与阿基坦交界处的一个普通村落，中世纪中期，图卢兹伯爵在此修建军事城堡以阻止外敌的入侵，其城堡于中世纪末因加龙河洪水而被冲毁，后部分复建。法国宗教战争期间，卡斯泰尔萨拉桑驻扎了大批天主教徒，当地的宗教建筑在其顽强抵御下大部分得以保留。法国大革命后，卡斯泰尔萨拉桑被设为一个地区行署驻地，先属于上加龙省，1808年被划入新成立的塔恩-加龙省内并成为一个副省会。工业革命时期，连接波尔多和图卢兹的铁路经过此地并设站，当地随之出现了多处工厂，其中卡斯泰尔萨拉桑造币厂建立于1914年，其印制的纸币下方均带有“C”字样。二战时期属于维希傀儡政权的统治范围，1944年春天遭到親衛隊第2師的屠杀。1968年五月风暴期间，卡斯泰尔萨拉桑当地学生举行了大规模的罢课和游行。

## 地理

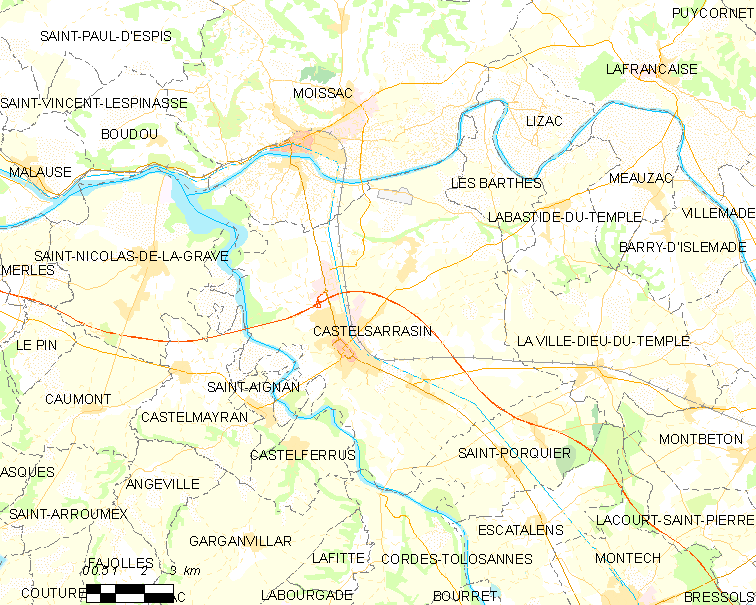
卡斯泰尔萨拉桑市镇地图

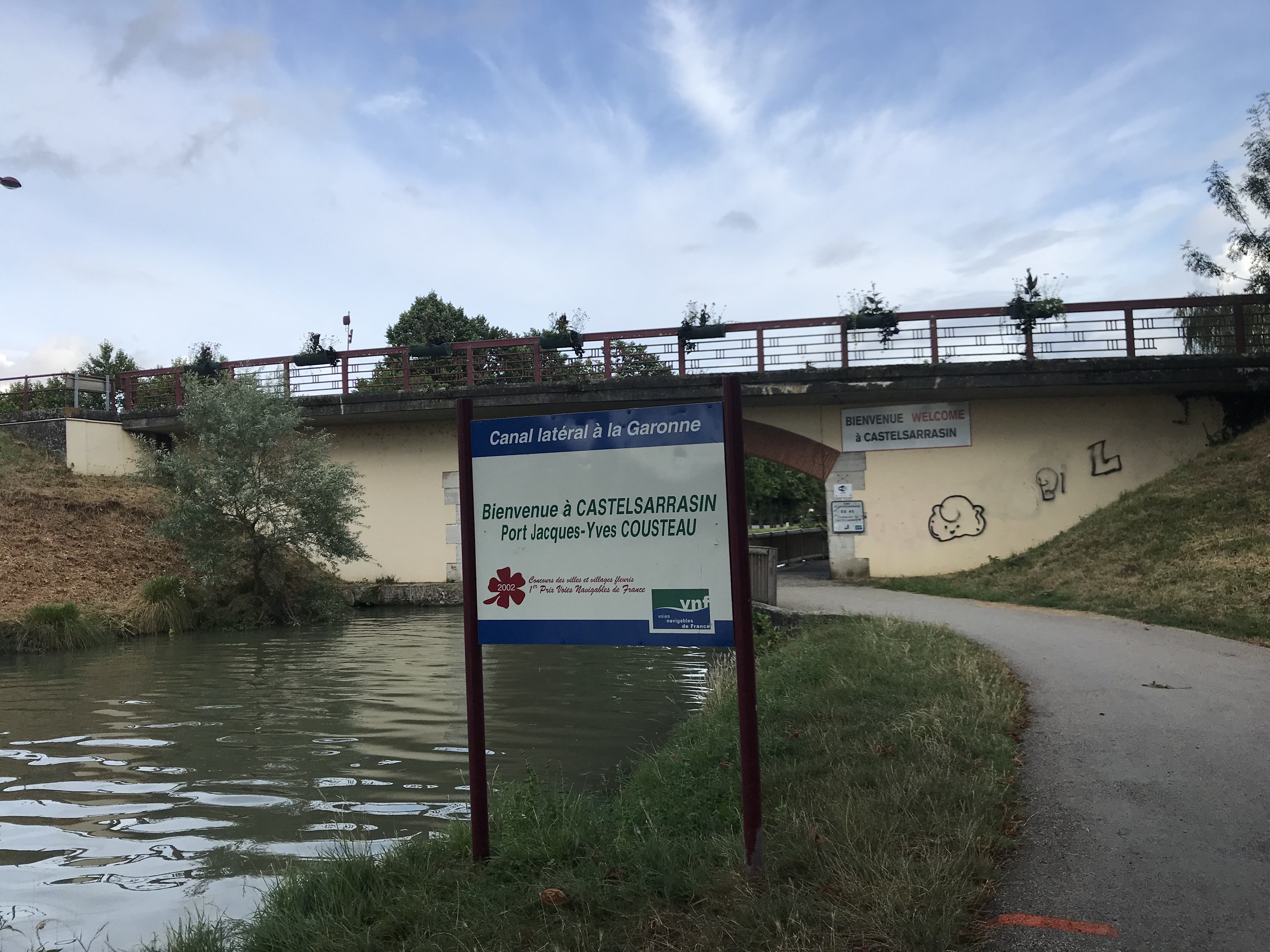
加龙运河卡斯泰尔萨拉桑段

卡斯泰尔萨拉桑位于法国西南部，奥克西塔尼大区西部偏北和塔恩-加龙省西部，距离省会蒙托邦大约21公里，距离大区首府图卢兹69公里。与卡斯泰尔萨拉桑接壤的市镇包括：莱巴尔特、卡斯泰尔费吕斯、卡斯泰尔迈朗、科尔德托洛萨讷、唐普勒堡、拉维勒迪约-迪唐普勒、穆瓦萨克、圣艾尼昂、圣尼古拉-德拉格拉沃、圣波基耶。

### 地形
卡斯泰尔萨拉桑位于阿基坦盆地东部，境内地势平坦，全境海拔在61到97米之间。

### 水文
卡斯泰尔萨拉桑位于加龍河右岸，后者为法国五大河流之一，与之平行的加龙河沿岸运河经过市中心，仍具有航运价值。

### 植被
卡斯泰尔萨拉桑的主要植被分布于运河两侧及一些街心花园当中，市区北部的克莱尔丰公园（parc de Clairefont）是当地主要的城市绿地。
在鲜花城市的评比中，卡斯泰尔萨拉桑被评为3星级鲜花城市。

### 气候
卡斯泰尔萨拉桑在柯本气候分类法中属于带有地中海特征的温带海洋性气候，年均温相对高于同气候带的高纬度地区。
卡斯泰尔萨拉桑境内设有气象站，以下为该气象站的数据（其中日照数据取自阿让）：
| 卡斯泰尔萨拉桑1981年－2019年 | 卡斯泰尔萨拉桑1981年－2019年 | 卡斯泰尔萨拉桑1981年－2019年 | 卡斯泰尔萨拉桑1981年－2019年 | 卡斯泰尔萨拉桑1981年－2019年 | 卡斯泰尔萨拉桑1981年－2019年 | 卡斯泰尔萨拉桑1981年－2019年 | 卡斯泰尔萨拉桑1981年－2019年 | 卡斯泰尔萨拉桑1981年－2019年 | 卡斯泰尔萨拉桑1981年－2019年 | 卡斯泰尔萨拉桑1981年－2019年 | 卡斯泰尔萨拉桑1981年－2019年 | 卡斯泰尔萨拉桑1981年－2019年 | 卡斯泰尔萨拉桑1981年－2019年 |
| 月份                         | 1月                          | 2月                          | 3月                          | 4月                          | 5月                          | 6月                          | 7月                          | 8月                          | 9月                          | 10月                         | 11月                         | 12月                         | 全年                         |
| ---------------------------- | ---------------------------- | ---------------------------- | ---------------------------- | ---------------------------- | ---------------------------- | ---------------------------- | ---------------------------- | ---------------------------- | ---------------------------- | ---------------------------- | ---------------------------- | ---------------------------- | ---------------------------- |
| 历史最高温 °C（°F）          | 18.4 (65.1)                  | 25 (77)                      | 26.7 (80.1)                  | 30.3 (86.5)                  | 34.7 (94.5)                  | 39 (102)                     | 40.2 (104.4)                 | 41.8 (107.2)                 | 36.1 (97.0)                  | 31.5 (88.7)                  | 24.7 (76.5)                  | 18.5 (65.3)                  | 41.8 (107.2)                 |
| 平均高温 °C（°F）            | 9.3 (48.7)                   | 11.8 (53.2)                  | 15.6 (60.1)                  | 18.2 (64.8)                  | 22.7 (72.9)                  | 26.3 (79.3)                  | 28.9 (84.0)                  | 28.9 (84.0)                  | 24.9 (76.8)                  | 19.7 (67.5)                  | 13.2 (55.8)                  | 9.3 (48.7)                   | 19.1 (66.4)                  |
| 日均气温 °C（°F）            | 5.3 (41.5)                   | 6.7 (44.1)                   | 9.5 (49.1)                   | 12 (54)                      | 16.2 (61.2)                  | 19.8 (67.6)                  | 22 (72)                      | 21.9 (71.4)                  | 18.1 (64.6)                  | 14.1 (57.4)                  | 8.8 (47.8)                   | 5.6 (42.1)                   | 13.3 (55.9)                  |
| 平均低温 °C（°F）            | 1.2 (34.2)                   | 1.5 (34.7)                   | 3.4 (38.1)                   | 5.9 (42.6)                   | 9.8 (49.6)                   | 13.3 (55.9)                  | 15 (59)                      | 15 (59)                      | 11.3 (52.3)                  | 8.6 (47.5)                   | 4.4 (39.9)                   | 1.9 (35.4)                   | 7.6 (45.7)                   |
| 历史最低温 °C（°F）          | −9.4 (15.1)                  | −13.8 (7.2)                  | −9.9 (14.2)                  | −3.4 (25.9)                  | 1.1 (34.0)                   | 3.7 (38.7)                   | 7.5 (45.5)                   | 5.4 (41.7)                   | 2.3 (36.1)                   | −4.3 (24.3)                  | −8.5 (16.7)                  | −8 (18)                      | −13.8 (7.2)                  |
| 平均降水量 mm（）            | 58 (2.3)                     | 44.9 (1.77)                  | 44.6 (1.76)                  | 71.8 (2.83)                  | 75 (3.0)                     | 60.7 (2.39)                  | 43.6 (1.72)                  | 47 (1.9)                     | 61.4 (2.42)                  | 56.3 (2.22)                  | 64.1 (2.52)                  | 63.6 (2.50)                  | 691 (27.2)                   |
| 月均日照時數                 | 77.5                         | 110.1                        | 172.6                        | 182.3                        | 213.6                        | 232.1                        | 255.4                        | 242.3                        | 204.9                        | 138.2                        | 84                           | 69.4                         | 1,982.4                      |
| 来源：infoclimat.fr          |                              |                              |                              |                              |                              |                              |                              |                              |                              |                              |                              |                              |                              |

## 行政区划
卡斯泰尔萨拉桑是法国奥克西塔尼大区塔恩-加龙省的一个市镇，编号为82033，它也是塔恩-加龙省的一个副省会。卡斯泰尔萨拉桑下辖卡斯泰尔萨拉桑区，隶属于塔恩-加龙省第二选区，管理卡斯泰尔萨拉桑县，同时也是汇流之地市镇公共社区的办公驻地。
法国国家统计与经济研究所（简称）在进行数据统计时，将卡斯泰尔萨拉桑及相邻穆瓦萨克设为卡斯泰尔萨拉桑城市核心区，并将包括核心区在内的周边共4个市镇划为卡斯泰尔萨拉桑城市区。自2020年起，卡斯泰尔萨拉桑城市区被包含6个市镇的卡斯泰尔萨拉桑城市辐射区代替。此外，还将卡斯泰尔萨拉桑市镇分为了6个“块区”（IRIS），以便于统计人口分布情况。

## 交通

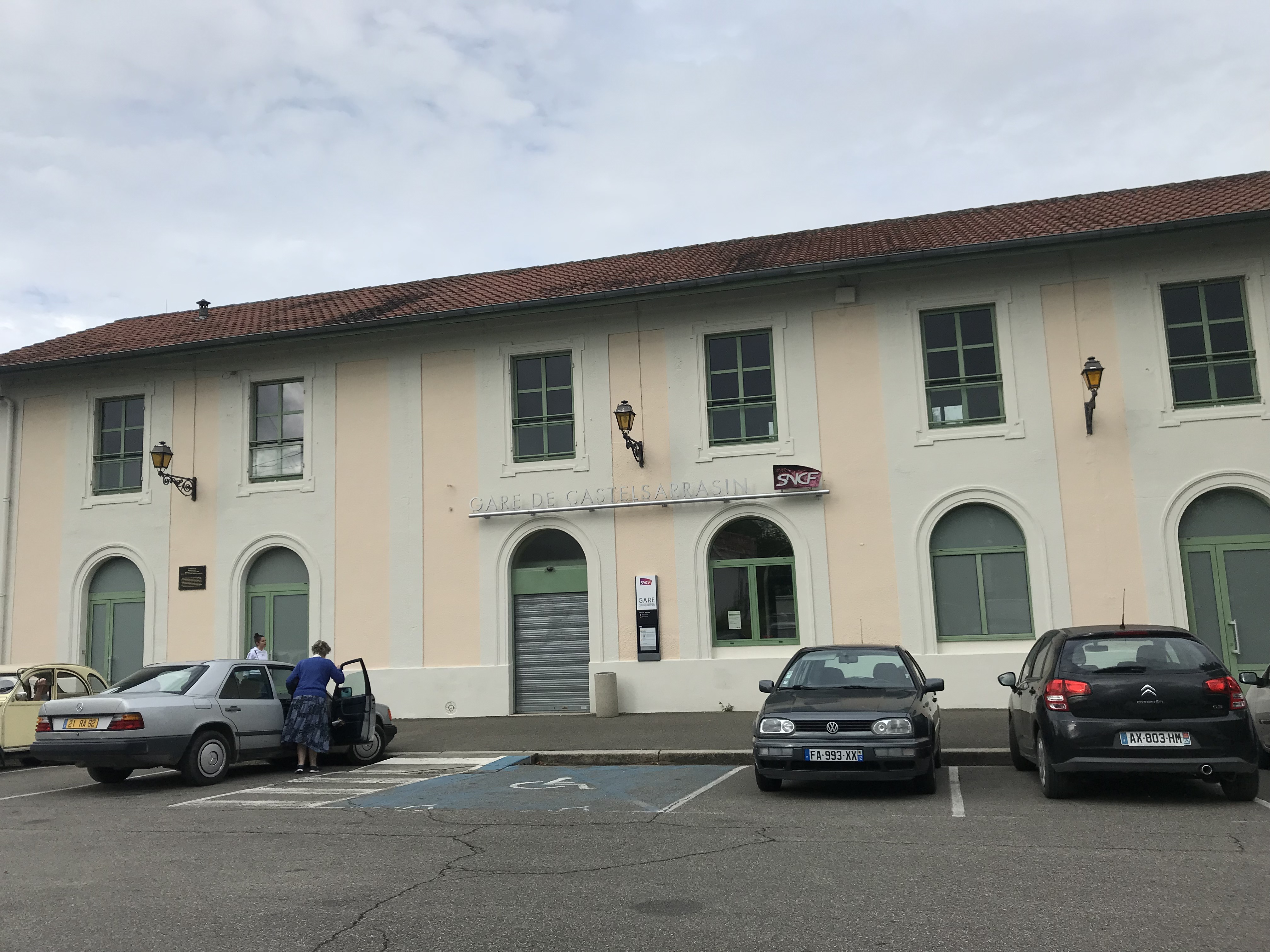
卡斯泰尔萨拉桑站

### 公路
法国A62高速公路经过卡斯泰尔萨拉桑并设有一处出入口，另有多条塔恩-加龙省省道在卡斯泰尔萨拉桑境内交汇。
奥克西塔尼综合线路网提供连接卡斯泰尔萨拉桑和蒙托邦的长途巴士线路，此外还有一些校车线路可前往卡斯泰尔萨拉桑周边部分市镇。
2017年，76.9%的卡斯泰尔萨拉桑家庭拥有至少一辆私人汽车。2019年，卡斯泰尔萨拉桑境内共发生各类交通事故11起，造成14人受伤。

### 铁路
卡斯泰尔萨拉桑位于波尔多－塞特铁路线上，该铁路连接大西洋和地中海两大海岸，是法国西南部的重要铁路干线。卡斯泰尔萨拉桑站位于市区东部，该站停靠往返于图卢兹和阿让一线的区域列车。

### 航空
卡斯泰尔萨拉桑境内建有开放式的卡斯泰尔萨拉桑-穆瓦萨克飞行场，供当地的航空俱乐部及军队使用。距离卡斯泰尔萨拉桑最近的民用航空机场为阿让拉加雷讷机场，后者每天开行直达巴黎的常规航线。

### 城市公共交通
卡斯泰尔萨拉桑市政府提供两条单循环摆渡车线路，每周一至六运行。

## 政治

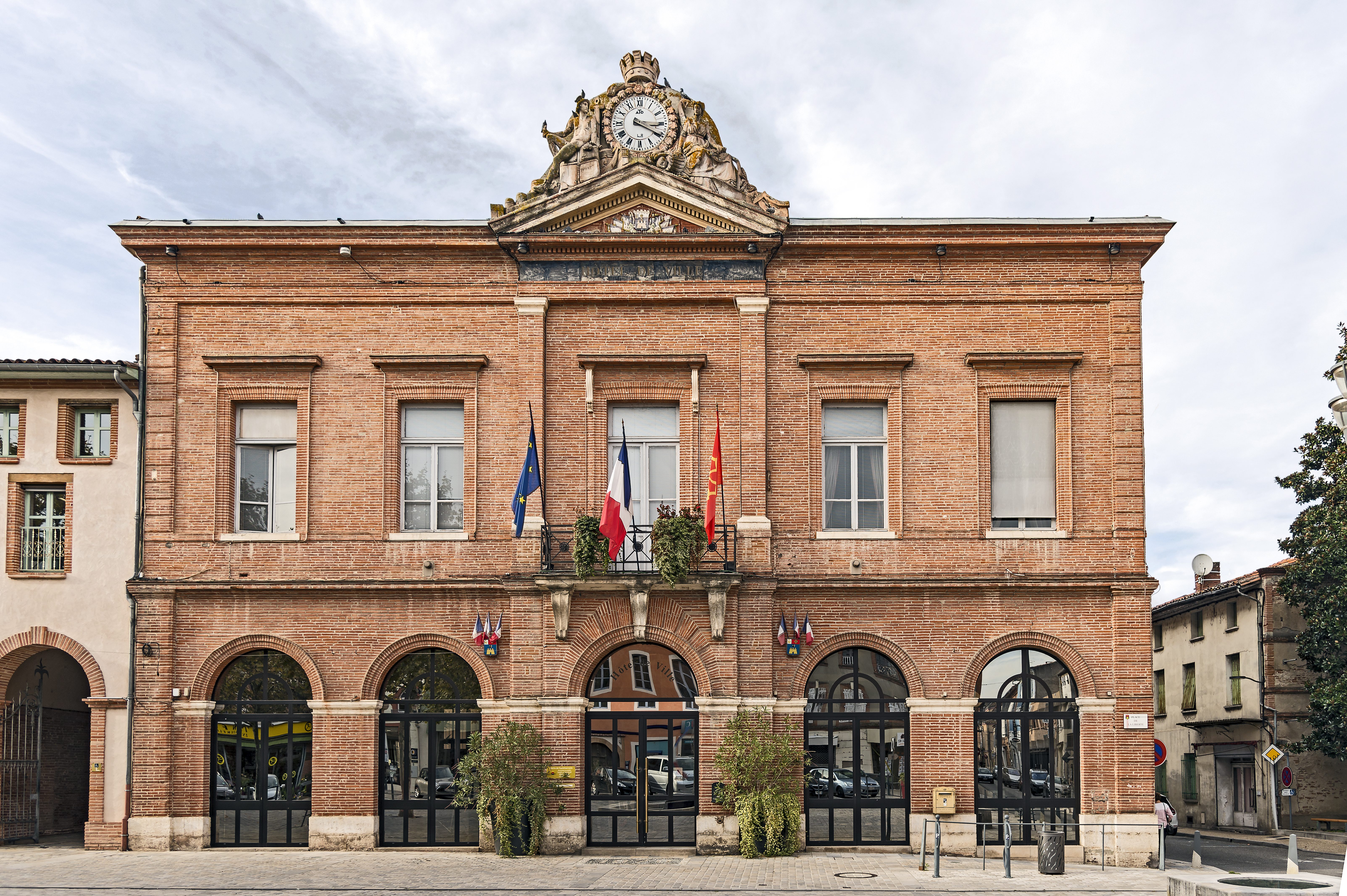
卡斯泰尔萨拉桑市政厅

卡斯泰尔萨拉桑的现任市长为让-菲利普·贝西耶（Jean-Philippe Bésiers）先生，他是一名左翼无党派人士，在2014年的市政选举中获得了63.05%的支持率，在2020年的市政选举中则获得了51.9%的支持率。
在2017年的法国总统大选中，法国第25任总统埃马纽埃尔·马克龙在卡斯泰尔萨拉桑获得了51.49%的支持率。
| 卡斯泰尔萨拉桑历届市长 |                  |                                           |
| 任期                   | 市长             | 党派                                      |
| 1945年－1977年         | 阿德里安·阿拉里  | RAD激进党 →SFIO工人国际法国支部 →PS社会党 |
| 1977年－1983年         | 皮埃尔·博埃      | RAD激进党 →PRG左派激進黨                  |
| 1983年－1985年         | 皮埃尔·蒙泰      | PS社会党                                  |
| 1985年－1989年         | 安托万·莫利纳    | PRG左派激進黨                             |
| 1989年－2014年         | 贝尔纳·达让      | DVD右翼无党派人士                         |
| 2014年－               | 让-菲利普·贝西耶 | DVG左翼无党派人士                         |

## 人口
2018年，卡斯泰尔萨拉桑市镇人口数量为13,934，在法国排名第701位。其中男性6,890人，女性7,054人，75岁及以上人口占9.1%，外籍人口数量为2,812人，人口密度为182人/平方公里，当地居民被称为（男性）或（女性）。2019年，卡斯泰尔萨拉桑境内出生143人，死亡人口127人。
| 年份   | 1936  | 1946  | 1954   | 1962   | 1968   | 1975   | 1982   | 1990   | 1999   | 2006   | 2011   | 2016   | 2017   |
| ------ | ----- | ----- | ------ | ------ | ------ | ------ | ------ | ------ | ------ | ------ | ------ | ------ | ------ |
| 人口數 | 7,768 | 8,360 | 10,098 | 10,388 | 11,318 | 10,752 | 10,924 | 11,317 | 11,352 | 12,740 | 13,054 | 13,929 | 13,944 |

## 经济
卡斯泰尔萨拉桑是一个区域性的中心城市，当地共有各类用人单位1,714家，平均历史为17年，其中98.59%为中小型企业（PME）。（大型零售）、（水果）及（铝业）是当地2019年营业额最高的三个企业，分别为59,442,734欧元、31,287,690欧元和28,569,261欧元。

## 财政收入
2019年，卡斯泰尔萨拉桑的财政收入总额为16,684,000欧元，财政支出总额为15,354,500欧元，当年的债务总额为7,142,830欧元。2020年，卡斯泰尔萨拉桑共获得2,492,612欧元的国家财政补助，比上一年减少了0.01%。
2017年，卡斯泰尔萨拉桑的人均月收入总额为1,871欧元，其中高级职员为3,458欧元，低于法国平均水平（4,214欧元）；中级职员为2,137欧元，低于法国平均水平（2,353欧元）；普通职员为1,575欧元，亦低于法国平均水平（1,690欧元）。
2017年，卡斯泰尔萨拉桑境内的青壮年（15至64岁）失业率为17.6%，当地41.1%的家庭拥有纳税资格，平均纳税1,904欧元，低于法国平均水平（3,888欧元）。

## 社会事务

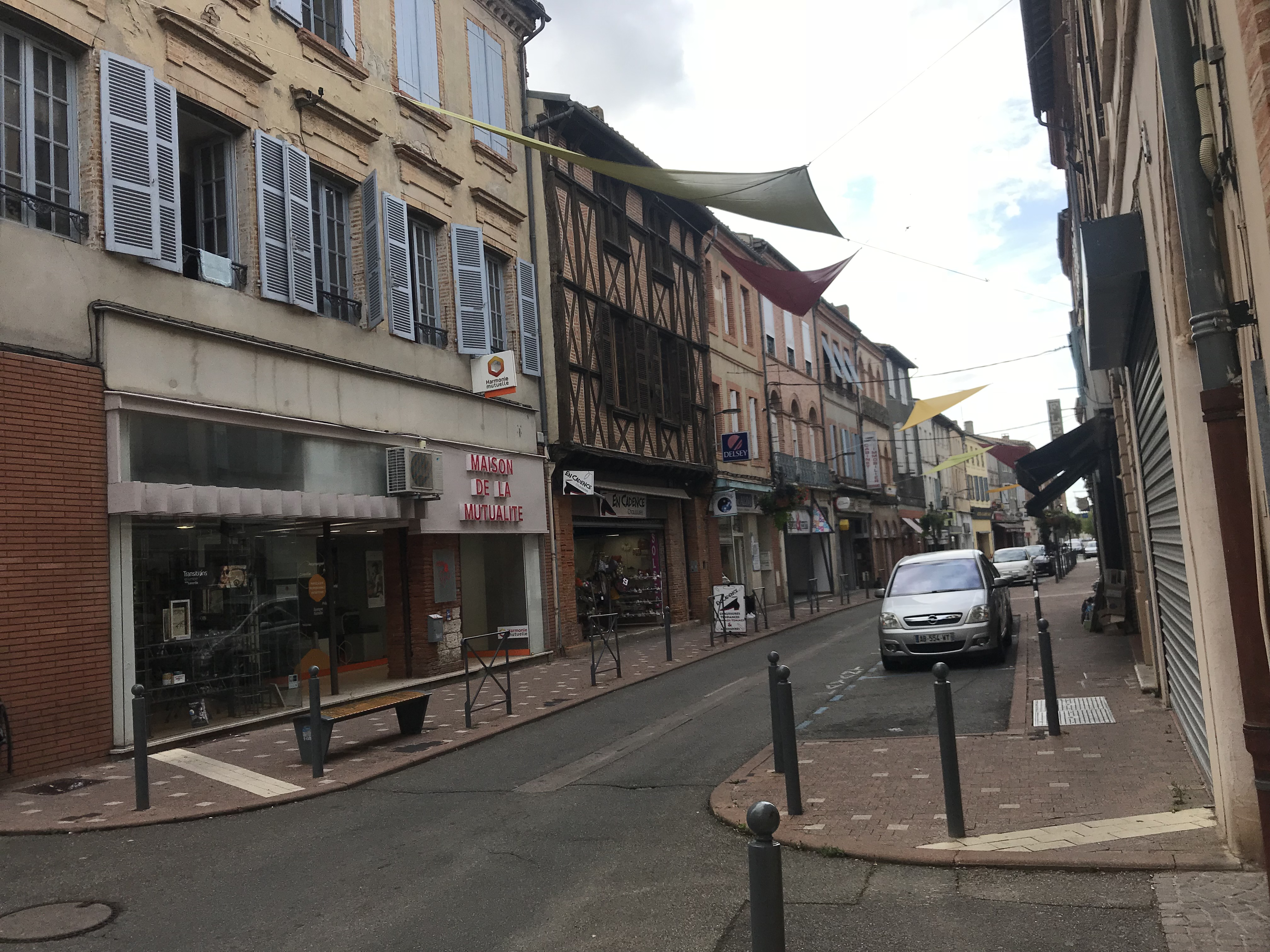
卡斯泰尔萨拉桑街头

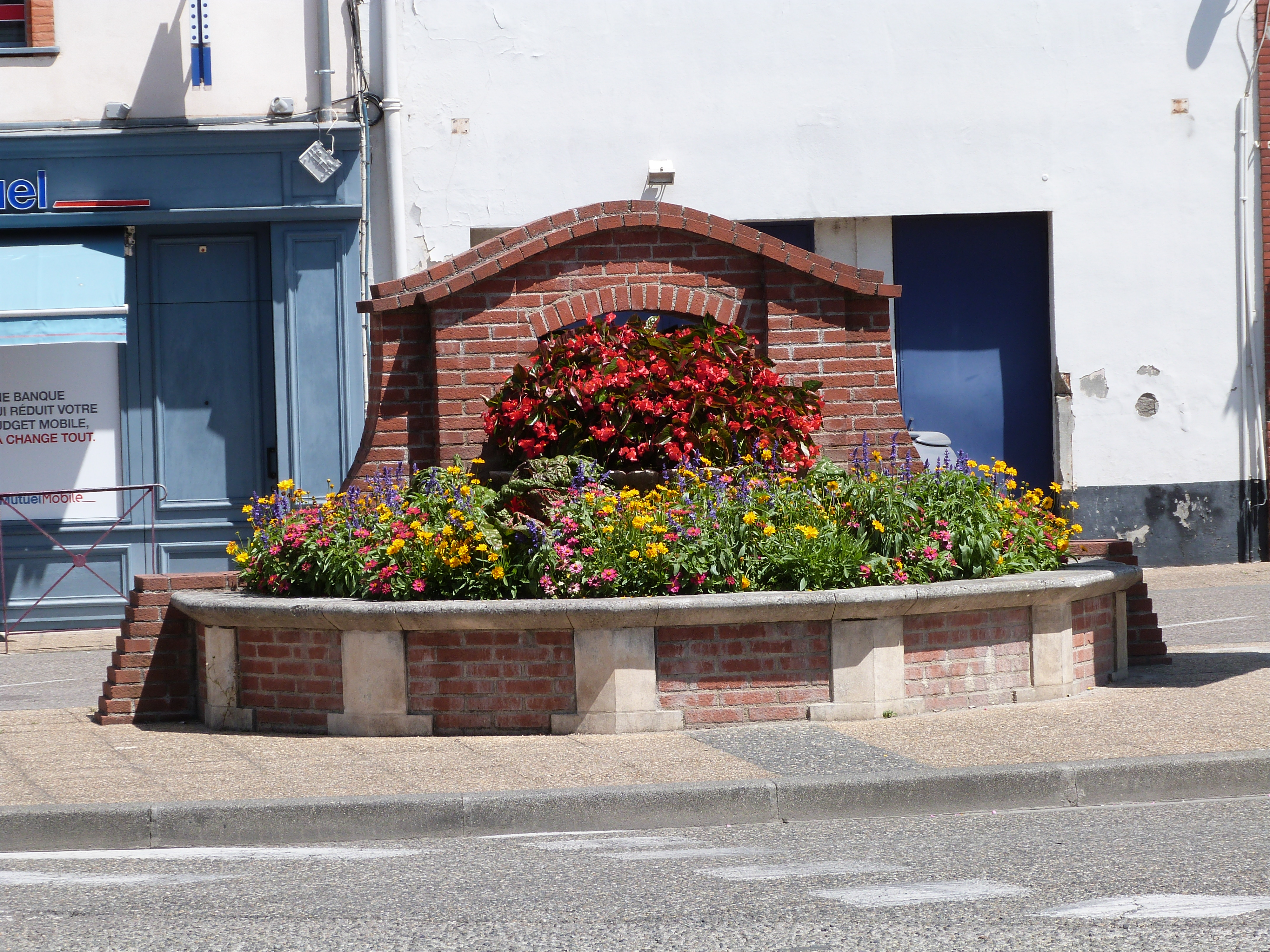
街心花坛

### 教育
卡斯泰尔萨拉桑属于图卢兹学区。截止2018年1月1日，卡斯泰尔萨拉桑境内共有4所幼儿园、8所小学、2所初级中学和1所普通高中。2018至2019学年度，卡斯泰尔萨拉桑境内共有在校中小学生1,608名。

### 医疗
截止2019年1月1日，卡斯泰尔萨拉桑境内共有全科医生10名、保健师11名、牙医7名、护士33名、耳科医生1名、眼科医生2名、助产士2名和妇科医生1名。境内共有药房5家和养老院1家。
卡斯泰尔萨拉桑-穆瓦萨克市际中心医院（Centre Hospitalier Intercommunal de Castelsarrasin - Moissac）是法国的一个区域性医疗机构，其主病区位于穆瓦萨克市区，设有床位138个，是当地规模最大的公立综合性医院。

### 住房
2017年，卡斯泰尔萨拉桑境内共有各类住房6,397套，其中73.6%为独立式居民区，26.1%为集中式居民区。常住房屋占卡斯泰尔萨拉桑市镇范围内居民建筑总量的88.5%。
在住房保障政策方面，2017年，卡斯泰尔萨拉桑境内共有1,348户家庭获得了住房经济补助，受益人数占总人口数量的9.7%，其中1,177份为房租补助。

### 商业
2019年，卡斯泰尔萨拉桑境内共有各类实体商铺318家，其中餐厅28家、大型超市6家、杂货店4家、面包房7家、肉铺6家、书店3家、装饰品店2家、银行门店10家、美容美发店21家、汽车维修店25家。市区南北两侧均建有大型开放式商业街区。

### 体育
2019年，卡斯泰尔萨拉桑境内共有1家游泳池、3间体育馆、3座综合体育场、6处网球场、5处足球或橄榄球场以及3处篮球或排球场。
卡斯泰尔萨拉桑体育俱乐部是当地的一支橄榄球俱乐部，成立于1919年，曾于1967年和1974年获得法国橄榄球乙级联赛的总冠军，2019至2020赛季参加法国第四阶梯的比赛。
冈达卢足球俱乐部（Gandalou Football Club）则是当地的一支地方性足球俱乐部，因位于同名街区而得名，2021至2022赛季参加塔恩-加龙足球联赛。

### 环境
卡斯泰尔萨拉桑的环境事务由其所属的公共社区负责。2017年，卡斯泰尔萨拉桑境内共有3家污染企业。

### 治安
2019年，卡斯泰尔萨拉桑市镇范围内共有1处派出所和1处宪兵队。
2014年，卡斯泰尔萨拉桑及附近地区共发生各类案件649起，其中盗窃类案件401起，经济类案件88起，毒品交易类案件40起。

## 文化

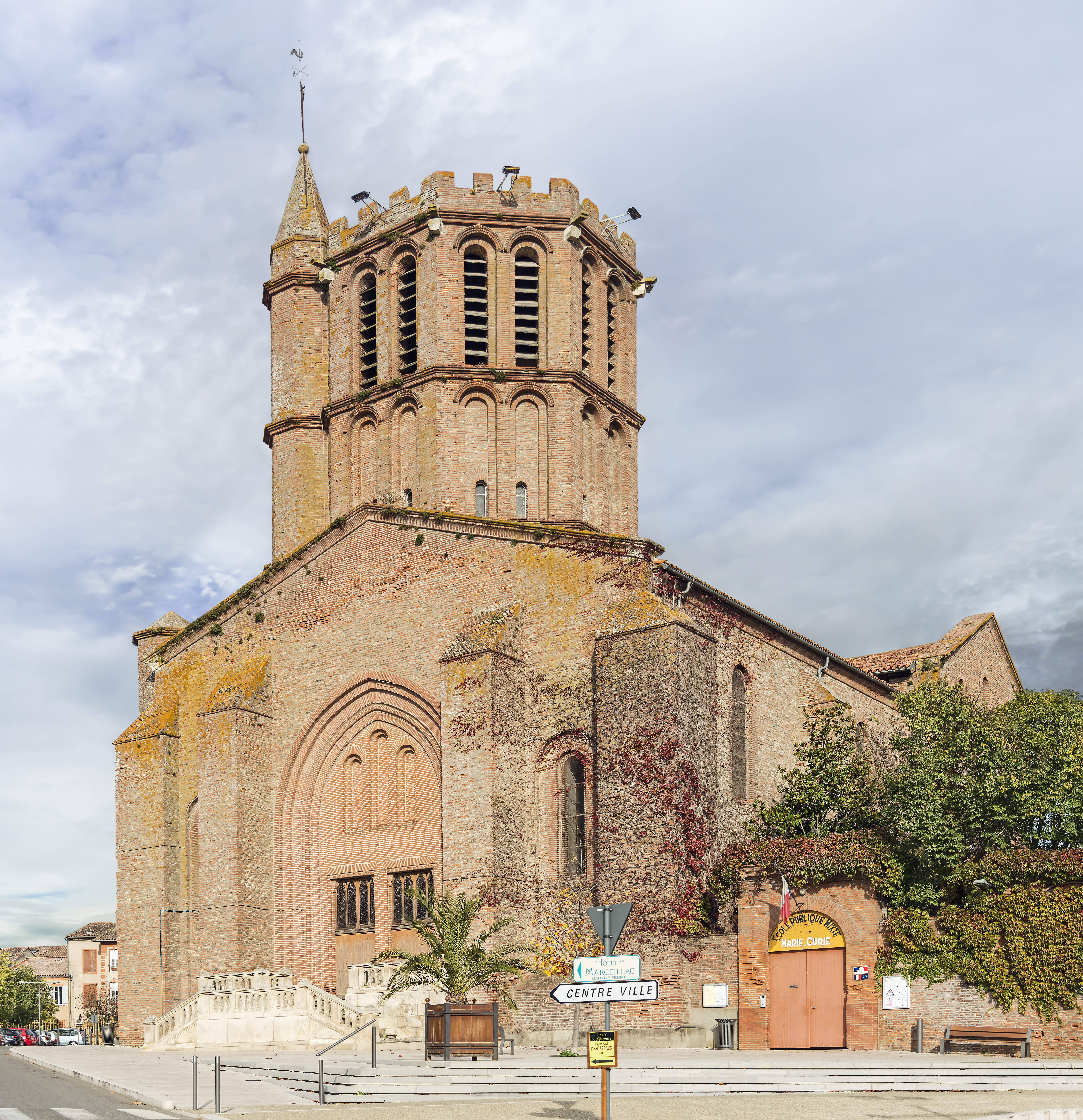
圣索沃尔教堂

2018年，卡斯泰尔萨拉桑境内共有1个电影院。

### 城市规划
卡斯泰尔萨拉桑位于一处平原之上，城市主轴线呈西北-东南走向，与运河及铁路线基本平行；老城区街道呈棋盘状，自由广场（place de la Liberté）为其城市几何中心。
卡斯泰尔萨拉桑市政府负责当地的城市环境整治及房屋改造，并制定了当地的城市发展总统规划。

### 建筑
卡斯泰尔萨拉桑境内有多处法国国家文物保护单位，其中卡斯泰尔萨拉桑圣索沃尔教堂、圣让教堂（Église Saint-Jean）等为当地的代表性建筑物。

### 旅游
2020年，卡斯泰尔萨拉桑境内共有3个宾馆共计47间房间。加龙河沿岸运河卡斯泰尔萨拉桑段建有人工船坞，可供小型私人游艇停靠。

### 媒体
法国主要的媒体均可在卡斯泰尔萨拉桑接收，其中《南部追寻》报和法国电视三台下属的奥克西塔尼大区频道在部分时段播出卡斯泰尔萨拉桑所属区域的地方新闻。

## 友好城市
截至2020年5月，卡斯泰尔萨拉桑与 義大利菲乌梅威尼托互为友好城市关系。